# مجموعه ورزشی المپیک ساحلی فالیرو

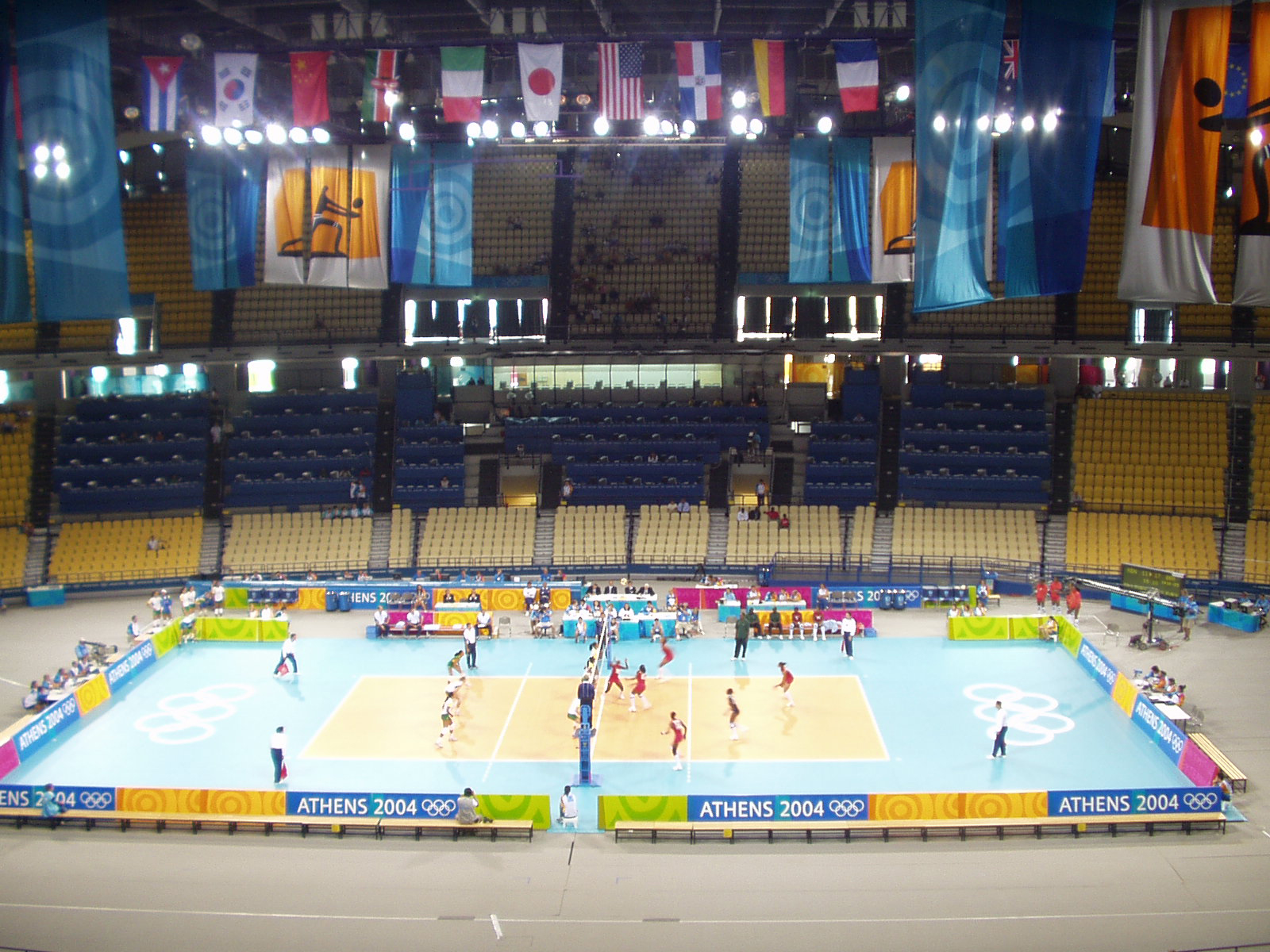
مجموعه ورزشی المپیک ساحلی فالیرو

مجموعه ورزشی المپیک ساحلی فالیرو، (به انگلیسی: Faliro Coastal Zone Olympic Complex) یک مجموعه ورزشی در ناحیه ساحلی آتن در یونان می‌باشد. این مجموعه مهماندار هندبال، تکواندو، و والیبال در المپیک ۲۰۰۴ بوده و دارای دو زمین بازی داخلی و یک استادیوم والیبال ساحلی می‌باشد.